# Axel Laurance
Axel Laurance (Calan, 13 de abril de 2001) es un deportista francés que compite en ciclismo en la modalidad de ruta. Ganó una medalla de oro en el Campeonato Mundial de Ciclismo en Ruta de 2023, en la prueba de ruta sub-23.

## Medallero internacional
| Campeonato Mundial | Campeonato Mundial    | Campeonato Mundial | Campeonato Mundial |
| Año                | Lugar                 | Medalla            | Competición        |
| ------------------ | --------------------- | ------------------ | ------------------ |
| 2023               | Glasgow (Reino Unido) | Medalla de oro     | Ruta sub-23        |

## Palmarés
2021
- 1 etapa de la Carrera de la Paz sub-23

2022
- 1 etapa de la CRO Race

2023
- 1 etapa del Circuito de las Ardenas
- 1 etapa del Tour de Alsacia
- Campeonato Mundial en Ruta sub-23

2024
- 1 etapa de la Estrella de Bessèges
- 1 etapa de la Volta a Cataluña
- Tour de Noruega, más 1 etapa

## Resultados en Grandes Vueltas
| Carrera | Carrera         | 2022 | 2023 | 2024 | 2025 |
| ------- | --------------- | ---- | ---- | ---- | ---- |
|         | Giro de Italia  | —    | —    | —    | —    |
|         | Tour de Francia | —    | —    | 99.º | 53.º |
|         | Vuelta a España | —    | —    | —    | —    |

| —: No participó |